# Montmerrei
Montmerrei è un comune francese di 480 abitanti situato nel dipartimento dell'Orne nella regione della Normandia.

## Società

### Evoluzione demografica
Abitanti censiti